# الكماش (بني سعد)

تعديل مصدري - تعديل

الكماش هي إحدى قرى عزلة قرن المسجد بمديرية بني سعد التابعة لمحافظة المحويت، بلغ تعداد سكانها 19 نسمة حسب تعداد اليمن لعام 2004.